# Variabilità meteorologica

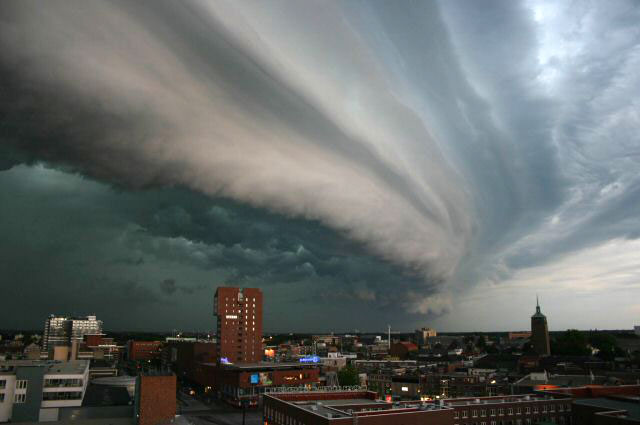
Temporale in avvicinamento sotto una nube convettiva

In meteorologia, la variabilità meteorologica indica l'alternarsi continuo di situazioni meteorologiche atmosferiche differenti e contrastanti tra loro, variabili appunto, che invertono rapidamente il loro trend caratteristico in un susseguirsi pseudo-casuale di eventi meteorologici, a volte anche estremi, al di sopra delle medie calcolate in un certo periodo di riferimento su un certo territorio; essa è dunque l'espressione più tipica del caos che governa l'atmosfera terrestre come risultato dell'interazione non-lineare di una serie innumerevole di processi fisici che coinvolgono altri sottosistemi terrestri come oceano, biosfera e criosfera.

## Descrizione

Immagine di un attrattore di Lorenz (nello spazio delle fasi) generato al computer: la variabilità meteorologica è espressione del caos dell'atmosfera terrestre nel breve periodo

A livello fisico matematico la variabilità climatica è espressione del  caos deterministico che governa l'atmosfera terrestre, spesso rappresentato da un attrattore di Lorenz (vedi anche effetto farfalla). Si distingue usualmente tra variabilità intrastagionale che cade cioè all'interno di una singola stagione meteorologica e variabilità interannuale che si registra tra un insieme di anni presi a riferimento; operando una media su un lungo periodo su tutti gli eventi meteorologici su un dato territorio si ottiene una media climatica o trend statistico che può essere al rialzo, al ribasso o alla stasi o una combinazione di questi; queste analisi e i relativi risultati ricadono nel campo della climatologia e non della meteorologia; all'interno della definizione di clima è comunemente accettato invece il termine di variabilità climatica, che indica l'alternarsi di situazioni climatiche diverse rispetto ad un trend medio calcolato su un periodo temporale ancora più lungo.